# Xilografia

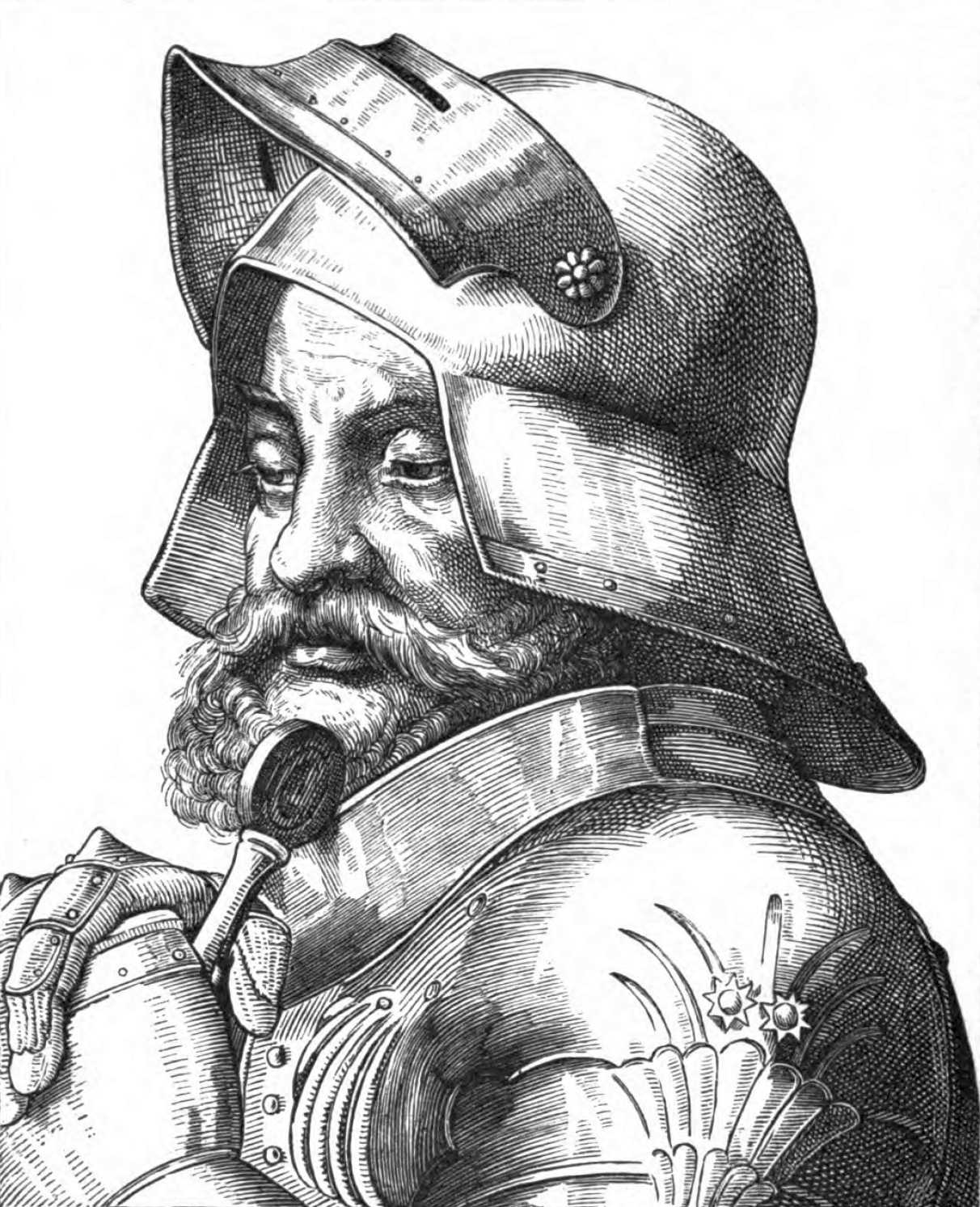
Incisione con tecnica xilografica
per Gottfried „Götz“von Berlichingen

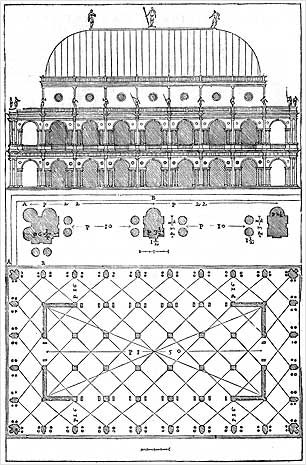
Basilica Palladiana di Vicenza, 1546.
Incisione xilografica da "I Quattro libri dell'Architettura" di Andrea Palladio.

La xilografia, o silografia (dal greco antico xýlon, “legno” e gráphein, “scrivere”) è una tecnica di incisione artistica tramite matrici incise su legno.
Per ottenere queste matrici, dalla parte superiore di una tavoletta di legno vengono asportate le parti non costituenti il disegno stesso. Le matrici vengono quindi inchiostrate e utilizzate per la realizzazione di più esemplari dello stesso soggetto (su carta e a volte su seta), tramite la stampa con il torchio. Dato che la xilografia è un tipo di incisione in rilievo, non è difficile inserire la matrice di legno nelle forme tipografiche, stampando così contemporaneamente immagini e testo. Questa caratteristica della xilografia rende il processo di stampa molto economico, tanto che storicamente fu usata soprattutto per "testi popolari": una storica stamperia specializzata in stampe popolari fu quella italiana dei Remondini di Bassano del Grappa (metà XVII secolo-metà XIX secolo).

## Storia

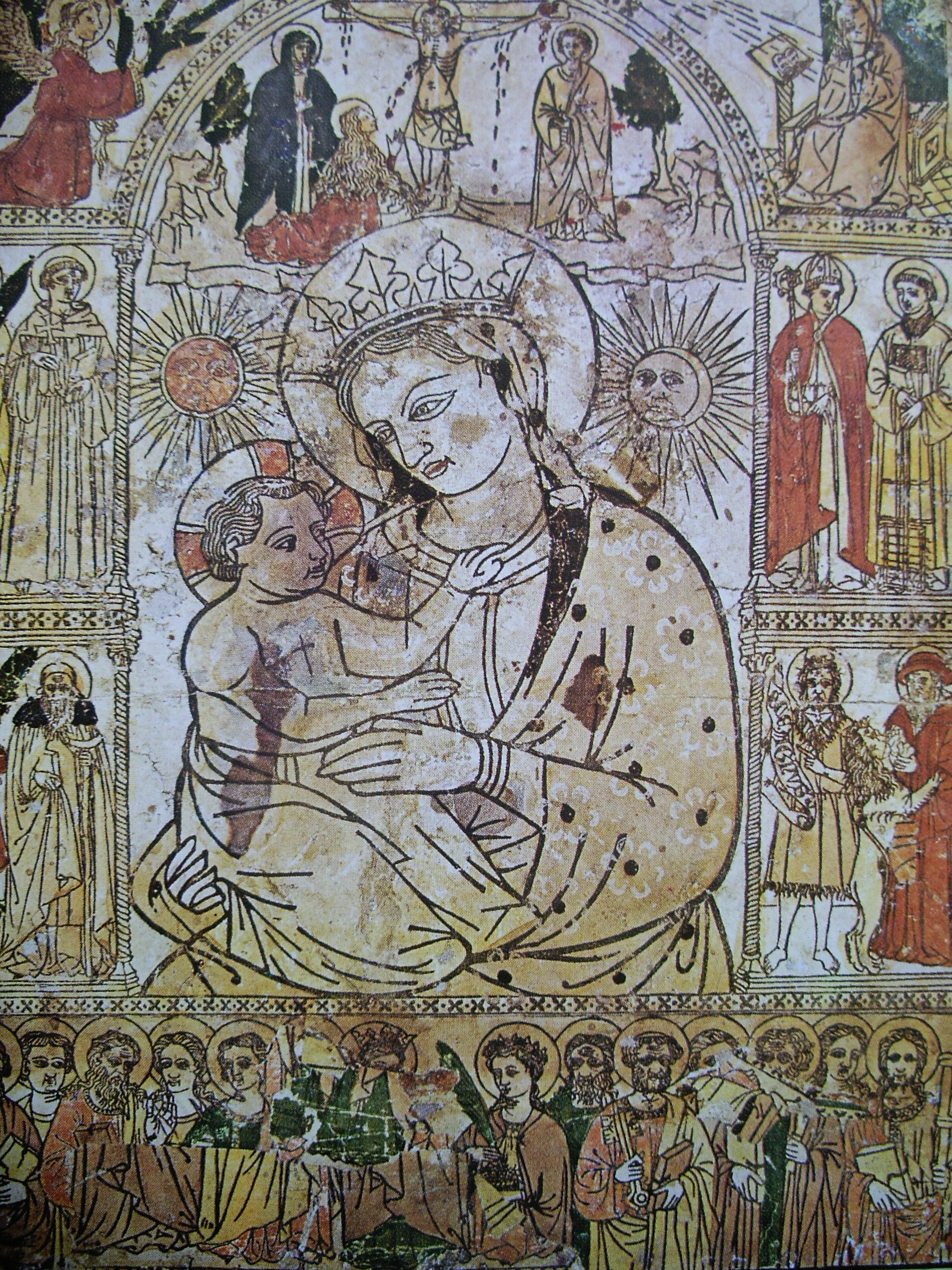
Madonna del Fuoco, Cattedrale di Santa Croce, Forlì.

Legni incisi per le stoffe esistevano già in Egitto, adottati dai Copti nel V e VI secolo d.C. La tecnica è di origine cinese e le prime stampe su carta risalgono all'VIII secolo d.C. L'incisione ebbe poi grandissimo sviluppo con l'invenzione e la diffusione della carta. In Europa fin dal XIV secolo si producono le prime xilografie (o silografie). Fra le più antiche oggi esistenti, una delle più note, anche per motivi religiosi, è quella della Madonna del Fuoco di Forlì. Il più antico testo che parla di legni incisi è il Trattato della pittura o libro dell'arte di Cennino Cennini del 1437.
Nel Cinquecento l'incisione diventa il mezzo per illustrare i primi libri a stampa. Grandi incisori per qualità di fermezza e decisione sono i pittori Holbein il Vecchio, Lucas Cranach e Dürer. Nel XVI secolo si diffuse la tecnica di incisione detta a chiaroscuro con due, tre e quattro legni. Francesco di Pellegrino utilizzò questa tecnica. Non si sa se l'invenzione sia da attribuirsi all'olandese Jost de Negker, che rivendicò l'invenzione nel 1512, o all'emiliano Ugo da Carpi, che nel 1516 chiese alla Repubblica di Venezia il riconoscimento di paternità.
Gli incisori utilizzano legni morbidi e facili da lavorare, tagliati nel senso della venatura. In questo modo si facilita il lavoro dell'incisore, ma le matrici si deteriorano velocemente. Già all'inizio del XVI secolo il legno è quasi abbandonato, sostituito dalle matrici in metallo.

## La xilografia di testa

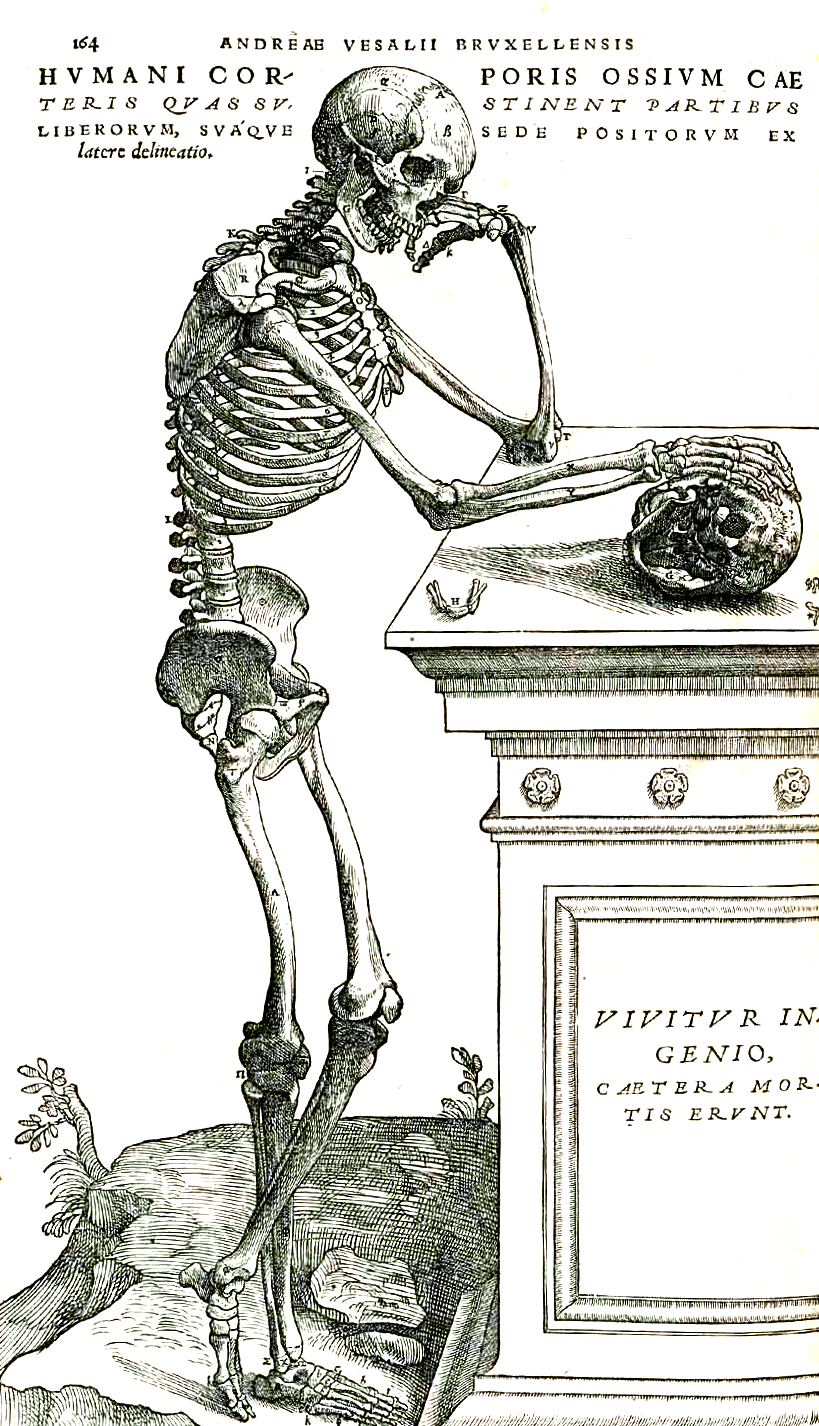
De humani corporis fabrica, xilografia 164. Edizione del 1543

Nell'Ottocento la xilografia conosce un nuovo periodo di grande utilizzo, soprattutto per illustrare libri e giornali. In questo periodo si impara ad utilizzare legni molto duri, soprattutto il bosso, e tagliati in senso perpendicolare alla venatura (xilografia di testa o nuova xilografia). Questa innovazione è dovuta a Thomas Bewick che, al contempo, introdusse l'uso del bulino al posto delle sgorbie, necessarie per la tecnica di filo. Con queste caratteristiche le matrici, difficili da lavorare, riescono tuttavia a realizzare tirature anche molto elevate, nell'ordine delle diverse migliaia di esemplari. L'utilizzo della xilografia si sviluppa in particolare dal 1840 circa fino ai primi del Novecento.

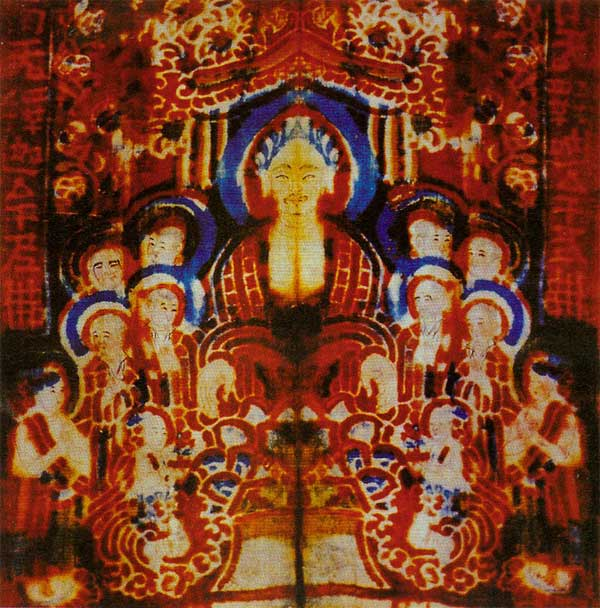
Xilografia colorata di Buddha

In epoche più recenti, come materiale base per l'incisione xilografica, in luogo del legno si è usato il linoleum e anche un materiale ancora più tenero, l'Adigraf. Agli inizi del Novecento ad Adolfo De Carolis va il merito della brillante rinascita in Italia della xilografia, quando già altre forme di riproduzioni fotomeccaniche avevano invaso il campo dell'incisione. Già nel 1903 la rivista Il Leonardo, che si stampava a Firenze, pubblica le prime xilografie di A. De Carolis di impronta rinascimentale insieme a quelle di G. Costetti, A. Spadini, G. Viner e altri. La rivista L'Eroica di Ettore Cozzani a La Spezia divenne in quel tempo l'organo ufficiale degli xilografi italiani organizzando, nel 1912, la prima Mostra degli xilografi e incisori italiani con relativo catalogo.

## La xilografia a legno perso o matrice / forma persa o matrice unica
È un procedimento xilografico che prevede l’utilizzo di un'unica matrice (o forma di stampa, o blocco, o lastra) che di volta in volta è intagliata (o incisa) e impressa sui medesimi supporti, generalmente fogli di carta, per realizzare stampe a più colori.
In pratica, anziché utilizzare, per esempio, tre matrici per i tre colori previsti, si adopera un'unica lastra che è progressivamente intagliata e stampata a registro su tutti i fogli previsti per l’edizione. Generalmente i colori sono stampati partendo dal più tenue per concludere con quello più scuro. È possibile anche stampare il primo colore sulla matrice intonsa, proseguendo poi con i vari passaggi intaglio-stampa.
Al termine di questo processo, quindi a edizione conclusa, la matrice è praticamente inutilizzabile per la stampa di altri esemplari in quanto ha perso buona parte del rilievo.
Solitamente la xilografia a legno perso è realizzata su matrici di legno di filo ma è possibile usare anche matrici di testa o altri materiali come linoleum, legno compensato, MDF, Forex o altro.
Si tratta dello stesso procedimento utilizzato sul finire degli anni ’50 del ventesimo secolo da Pablo Picasso per la realizzazione di linoleografie a colori, successivamente divulgato attraverso varie esposizioni monotematiche.
La dizione a “legno perso” è stata impiegata inizialmente dallo xilografo Remo Wolf in un articolo nel quale era descritto questo metodo, illustrato con le progressive di stampa di una propria opera.
In Italia questo metodo è stato utilizzato dall’incisore cremonese Sergio Tarquinio fin dalla fine degli anni ’40, dal trentino Remo Wolf a partire dal 1969, dal milanese Gianni Marchello a partire dagli anni ’70, dal salernitano Alberto Trotta negli anni ’80 e dal cremonese Franco Cimardi.
Ciascuno di questi artisti ha prodotto un corpus di opere a legno perso nell’ordine di diverse decine, altri artisti hanno praticato questo procedimento in modo più saltuario o occasionale.

## Artisti di rilievo
- Michael Wolgemut (1434–1519).
- Jacopo de' Barbari (1460–1516).
- Ugo da Carpi (1470–1532).
- Andrea Antico da Montona (1470–1540).
- Albrecht Dürer (1471–1528).
- Domenico Beccafumi (1486–1551).
- Hans Baldung (1485–1545).
- Vincenzo Maria Coronelli (1650–1718).
- Veronica Fontana (1651–1690).
- Katsushika Hokusai (1760–1849).
- Utagawa Hiroshige (1797–1858).
- Felice Beato (1832–1909).
- Arthur Wesley Dow (1860–1922).
- Félix Vallotton (1865–1925).
- Käthe Schmidt Kollwitz (1867–1945).
- Winsor McCay (1869–1934).
- Lyonel Feininger (1871–1956).
- Hans Lietzmann (1872–1955).
- Adolfo De Carolis (1874–1928).
- Raoul Dufy (1877–1953).
- Emma Goitein Dessau (1877–1968).
- Hans Paule (1879–1951)
- Ernst Ludwig Kirchner (1880–1938)
- Erich Heckel (1883–1970).
- Karl Schmidt-Rottluff (1884–1976).
- Ebba Holm (1889–1967).
- Christian Schad (1894–1982).
- Maurits Cornelis Escher (1898–1972).
- Irma Pavone Grotta (1900–1972).
- Luigi Servolini (1906–1981).
- Alberto Trotta (1940-1990).
- Tranquillo Marangoni (1912–1992).
- Angelo Maria Landi (1907–1996).
- Remo Wolf (1912–2009).
- Mauro Fondi (1913–1988).
- Carlo Carosso (1953–2007).
- Gino Terreni (1925–2015).
- Sergio Tarquinio (1925).